# MT-Propeller
MT-Propeller est une entreprise allemande spécialisée dans la fabrication d'hélices pour l'aéronautique.

## Histoire

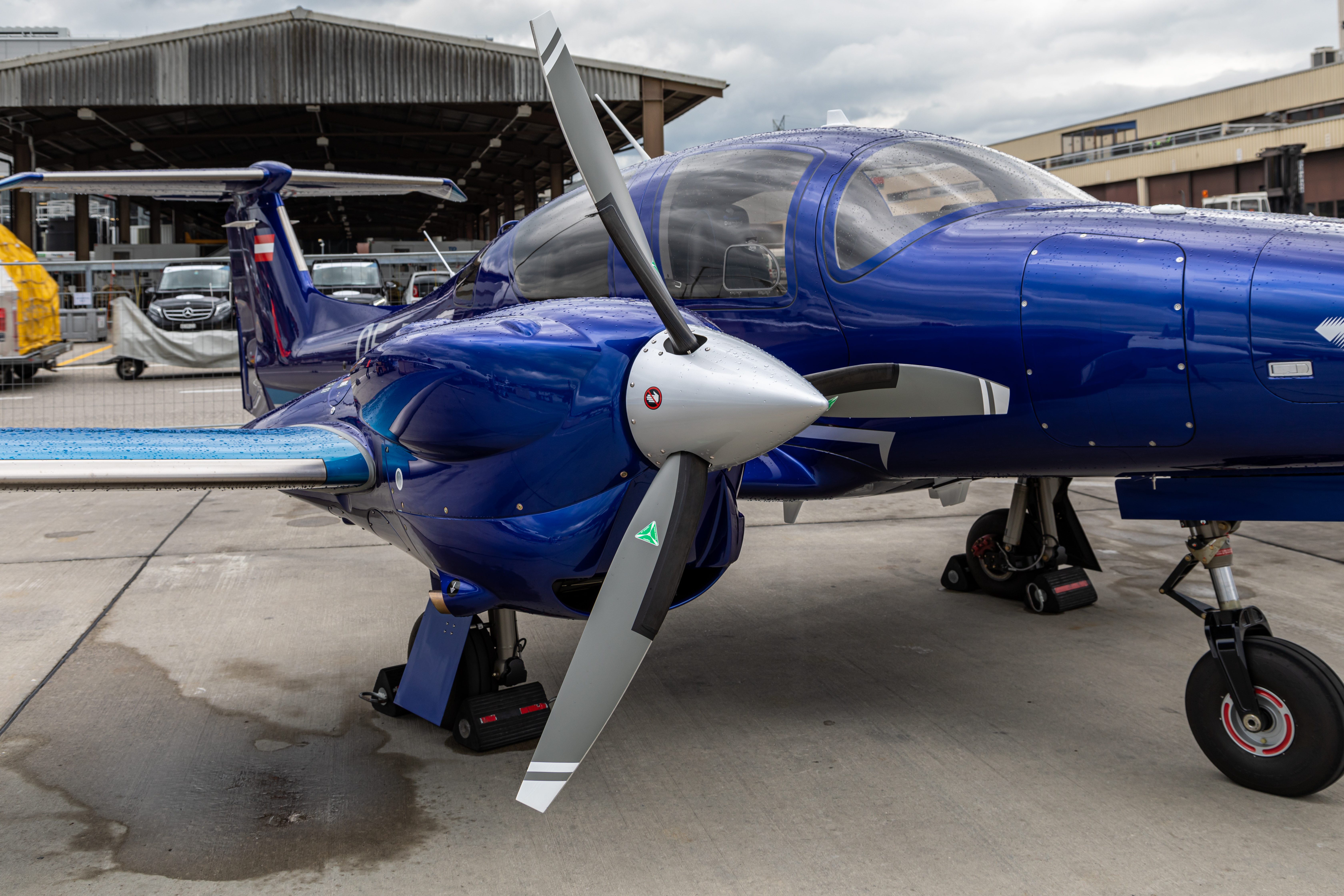
Hélice MT-Propeller sur Diamond DA62

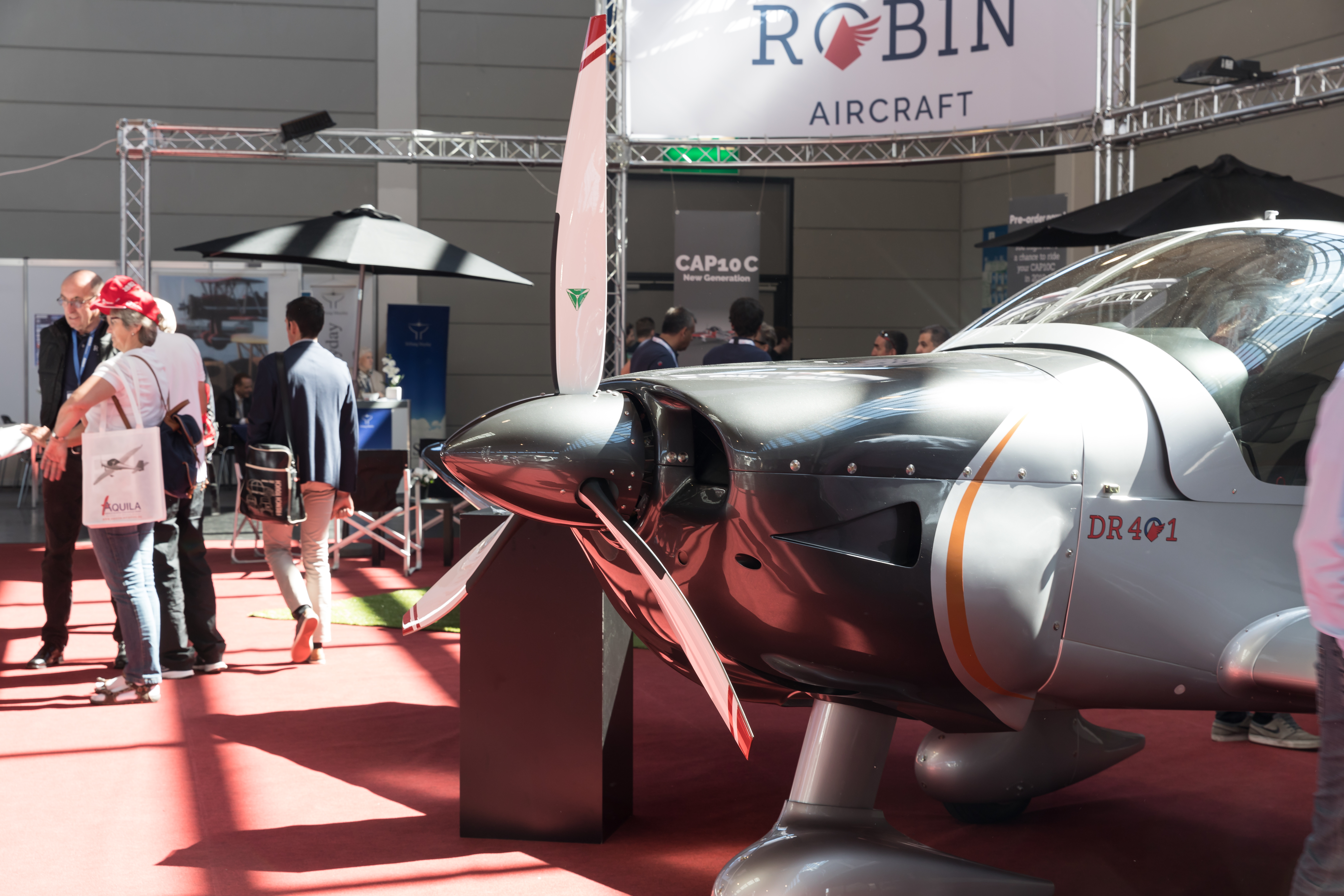
Hélice MT-Propeller sur Robin DR-401

MT-Propeller, MT-Propeller Entwicklung GmbH en allemand, est créée en 1981 par Gerd Muehlbauer. La société est basée sur l'aérodrome de Straubing Wallmühle (EDMS) en Bavière et produit des hélices en matériau composite principalement pour l'aviation légère mais également pour les ballons dirigeables, les aéroglisseurs ou les souffleries.
MT-Propeller est le fabricant d'équipement d'origine (OEM) de plusieurs constructeurs aéronautiques et détient également un supplément au certificat de type (STC) pour plus de 200 avions.
Les hélices produites ont de 2 à 11 pales et peuvent être à pas fixe, à pas variable, capable de mise en drapeau avec un calage de 90o (feathering) ou un calage négatif (reverse). La société a produit la 50000e pale en 2013.
MT-Propeller produit également des régulateurs hydrauliques pour les hélices à pas variable et des casseroles d'hélice.